# Dasymys foxi
Dasymys foxi is een knaagdier uit het geslacht Dasymys dat voorkomt op het Jos-plateau in Nigeria. De resultaten van een morfometrische analyse uit 2003 van de Belgische biologen Walter Verheyen e.a. gaven aan dat een populatie uit Pulima in Ghana ook tot deze soort behoorde, zodat ze speculeerden dat foxi in het hele savannegebied van West-Afrika voorkwam, maar deze resultaten worden niet ondersteund door twee andere morfometrische analyses, die duidelijk tonen dat exemplaren uit Pulima tot de algemene West-Afrikaanse D. rufulus behoren. Morfometrisch lijkt deze soort het meest op D. robertsii of op Dasymys incomtus sensu lato.
Binnen het geslacht Dasymys heeft D. foxi een gemiddelde grootte, maar hij een stuk groter dan D. rufulus, die in de omgeving van de verspreiding van D. foxi voorkomt. D. foxi verschilt ook in een aantal morfologische kenmerken van D. rufulus.